# Orologio a incenso

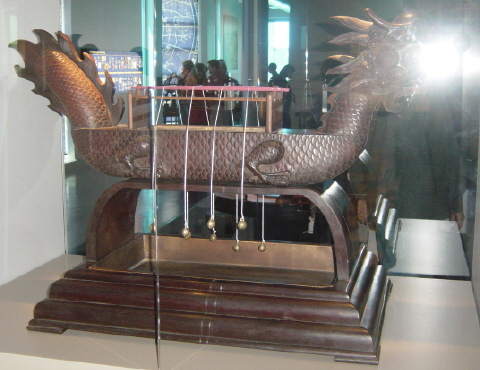
Una replica di un antico orologio cinese a bastoncini d'incenso

L'orologio a incenso (香鐘T, 香钟S, xiāngzhōngP, hsiang-chungW, lett. "orologio della fragranza") è un dispositivo cinese di misurazione del tempo che apparve durante la dinastia Song (960-1279) e si diffuse in paesi limitrofi come il Giappone. I corpi degli orologi sono in effetti incensieri specializzati che contengono bastoncini d'incenso o incenso in polvere che sono stati preparati e calibrati in base a una velocità di combustione nota, usati per misurare i minuti, le ore o i giorni. L'orologio può contenere anche campanelli e gong che fungono da suonerie. Sebbene in Cina fossero noti l'orologio ad acqua e l'orologio astronomico (esempio: Su Song), gli orologi a incenso erano usati comunemente nelle case e nei templi durante i tempi dinastici.

## Storia
Oltre agli orologi ad acqua, meccanici e a candela, in Asia erano usati gli orologi a incenso, ed erano foggiati in forme diverse. Gli orologi a incenso furono usati per la prima volta in Cina intorno al VI secolo; in Giappone ne sopravvive uno nella Shōsōin. Sebbene popolarmente associato alla Cina si ritiene da parte di alcuni che l'orologio a incenso abbia avuto origine in India, almeno nella sua forma fondamentale, se non nella sua funzione. I primi orologi a incenso ritrovati in Cina risalenti al VI-VIII secolo d.C. sembrano avere tutti incisioni in devanāgarī su di essi piuttosto che caratteri sigillari cinesi. Per spiegare questo, Edward Schafer asserisce che gli orologi a incenso furono probabilmente un'invenzione indiana, trasmessa alla Cina. Silvio Bedini d'altro canto asserisce che gli orologi a incenso fossero derivati in parte dai sigilli d'incenso menzionati nelle scritture buddhiste tantriche, che vennero per la prima volta alla luce in Cina dopo che quelle scritture provenienti dall'India furono tradotte in cinese, ma ritiene che la funzione di misurazione del tempo del sigillo fosse stata incorporata dai cinesi.

## Tipi
Sono stati trovati parecchi tipi di orologio a incenso; le forme più comuni includono il bastoncino di incenso e il sigillo di incenso.

### Orologi con bastoncini di incenso
Un orologio con bastoncini di incenso usa bastoncini calibrati per bruciare a velocità conosciute. La maggior parte di questi orologi erano elaborati, a volte avevano fili con pesi attaccati a intervalli regolari. I pesi cadevano su un piatto o un gong sottostante, il che significava che era trascorsa una quantità prefissata di tempo. Alcuni orologi a incenso erano tenuti in vassoi eleganti; si usavano anche vassoi con il fondo aperto, per consentire ai pesi di essere usati insieme al vassoio decorativo. Erano usati anche bastoncini di incenso con aromi diversi, così che le ore erano segnate da un cambiamento della fragranza. I bastoncini di incenso potevano essere dritti o a spirale; quelli a spirale erano più lunghi, e perciò erano destinati a lunghi periodi d'uso e spesso appesi ai tetti delle case e dei templi. Infatti uno dei compiti secondari del misuratore del tempo nelle antiche città cinesi era di segnare l'incenso calibrato con singoli intagli, per indicare la durata della bruciatura per la vendita al pubblico. Questo si faceva per arrotondare i magri dell'individuo.
Nella medicina cinese i dottori facevano varie rotture parziali su un bastoncino di incenso, come istruzioni al paziente affinché prendesse una dose di medicamento ogni volta che l'incenso era bruciato fino a una di queste rotture. In Giappone, una geisha era pagata in base al numero di senko-dokei (orologi a incenso) che erano stati consumati mentre era presente, una pratica che continuò fino al 1924.

### Orologi a incenso in polvere
Gli orologi con sigilli di incenso sono essenzialmente incensieri specializzati, che funzionano bruciando linee di sigilli di incenso in polvere (香印, xiāng yìn in cinese; ko-dokei in giapponese). Erano usati per occasioni ed eventi similmente all'orologio a incenso con i bastoncini. Anche se i fini religiosi erano di primaria importanza, questi orologi erano popolari anche in riunioni sociali, ed erano usati dagli studiosi e intellettuali cinesi. Il sigillo era un disco di legno o di pietra con uno o più solchi incisi in esso nei quali era posto l'incenso.
Questi orologi erano comuni in Cina, ma furono prodotti in numeri minori anche in Giappone. Per segnalare il passaggio di una quantità prefissata di tempo, potevano essere posti sulle scie di polvere dell'incenso piccoli pezzi di legni fragranti, resine, o incenso di aromi diversi. Orologi diversi con incenso in polvere usavano formulazioni diverse di incenso, secondo come era disposto l'orologio. La lunghezza della scia di incenso, direttamente legata alla dimensione del sigillo, era il fattore primario per determinare quanto a lungo sarebbe durato l'orologio; tutti bruciavano per lunghi periodi di tempo, che variavano tra 12 ore e un mese.
Mentre i primi sigilli di incenso erano fatti di legno o di pietra, i Cinesi introdussero gradualmente dischi fatti di metallo, molto probabilmente cominciando durante la dinastia Song. Erano spesso fatti di paktong sotto forma di scatolette a più livelli con coperchi perforati e decorati. Gli orologi con incenso in polvere d'oro e d'argento sono considerati alquanto rari. Questo permetteva agli artigiani di creare più facilmente sia sigilli grandi che piccoli, nonché di disegnarli e decorarli in modo più estetico. Un altro vantaggio era la capacità di variare i sentieri dei solchi, di permettere la lunghezza mutevole dei giorni nell'anno. Quando i sigilli più piccoli divennero più prontamente disponibili, gli orologi crebbero in popolarità tra i Cinesi, ed erano offerti come regali. Gli orologi con sigilli di incenso sono spesso ricercati dai moderni collezionisti di orologi; tuttavia, ne rimangono pochi che non siano stati già acquistati o posti in mostra nei musei o nei templi. Sebbene non siano più usati formalmente per la misurazione del tempo, tali orologi a incenso sono ancora utilizzati da studiosi e monaci in Oriente per evocare stati d'animo e per estetica.
Usare gli orologi con sigilli di incenso richiede un periodo di preparazione. Un fine strato di cenere di legno bianco umida è prima posato in un piccolo contenitore, appiattito e leggermente compattato. I sigilli, che avevano la forma di stampini di metallo ornato, erano posati sulla cenere mentre vi veniva versata sopra la polvere di incenso. Dopo un leggero compattamento della polvere di incenso mediante una spatola, sollevando il sigillo di metallo si forma una lunga scia di polvere di incenso che è stata mascherata sulla cenere. Altri sigilli hanno un disegno allungato che crea un'indentatura negativa nella cenere di legno. La polvere di incenso è versata attentamente con un cucchiaio nell'indentatura della cenere e poi di nuovo ricompattata con il sigillo.